# Experiments in the Revival of Organisms
Experiments in the Revival of Organisms è un cortometraggio documentario del 1940. Il video, della durata di 19 minuti e 31 secondi, espone i risultati di alcune ricerche sulla rianimazione di organismi clinicamente morti grazie all'utilizzo di un sistema circolatorio artificiale svoltesi nell'Istituto di fisiologia e terapia sperimentale, in Unione Sovietica.
Il dottor Sergej Sergeevič Brjuchonenko è accreditato come supervisore scientifico e come autore del soggetto, mentre nell'introduzione compare lo scienziato britannico J.B.S. Haldane. Il documentario non riproduce gli esperimenti originali, ma loro ricostruzioni.
Il video fa parte dei Prelinger Archives, una collezione di filmati sulla cultura statunitense, ed è nel pubblico dominio.

## Distribuzione
Il documentario fu distribuito nel 1940 negli Stati Uniti d'America grazie alla American-Soviet Medical Society. Inoltre, secondo i titoli di testa, il filmato è presentato dalla Soviet Film Agency ed è reso disponibile grazie al National Council of American-Soviet Friendship.